# Risupploppen 1918
Risupploppen 1918 (japanska: 米騒動?) var en serie av oroligheter som bröt ut i hela Japan från juli till september 1918, som förde med sig Masatake Terauchi-regeringens fall.

## Orsaker
En brant ökning i rispriset skapade stora ekonomiska svårigheter, särskilt på landsbygden där ris var den viktigaste basfödan. Bönder som jämförde de låga priset som de fick på grund av den statliga regleringen, med det höga marknadspriset, hade ett enormt hat gentemot rishandlare och regeringsmän som hade låtit priset bli så högt. Prishöjningen kom vid toppen av efterkrigstidens (Första världskriget) inflation, och därför hade även stadsborna en del att klaga över. Det sibiriska ingripandet gjorde situationen värre, när regeringen köpte upp befintliga rislager för att stödja trupperna, vilket gjorde rispriset ännu högre. Staten misslyckades med att göra något åt det, och protesterna på landsbygden spred sig till städerna.

## Upploppen
Risupploppen är utan like i modern japansk historia, gällande omfattning och våldsamhet. Begynnelseprotesten skedde i den lilla fiskarstaden Uozu, Toyama prefektur, den 23 juli 1918. Det började med fredliga krav, men snart övergick de i upplopp, strejker och plundring. Brandbomber kastades mot polisstationer och regeringskontor, och beväpnade konflikter utbröt. Vid mitten av september 1918, hade över 623 oroligheter utbrutit i 191 städer och 177 byar, med över två miljoner deltagare. Cirka 25000 människor arresterades, av vilka 8200 blev dömda för olika saker, med straff från små böter till dödsstraff.
För att ta ansvar för kollapsen, så avgick premiärminister Terauchi med sin regering, den 29 september 1918.